# Pasieczniki-Stebki
Pasieczniki-Stebki – przysiółek wsi Pasieczniki Duże w Polsce, położony w województwie podlaskim, w powiecie hajnowskim, w gminie Hajnówka. 
W latach 1975–1998 przysiółek administracyjnie należał do województwa białostockiego.
Prawosławni mieszkańcy wsi należą do parafii Wniebowstąpienia Pańskiego w Orzeszkowie.